# Camponotus terbimaculatus
Camponotus terbimaculatus är en myrart som beskrevs av Carlo Emery 1920. Camponotus terbimaculatus ingår i släktet hästmyror, och familjen myror. Inga underarter finns listade.